# 27098 Bocarsly
27098 Bocarsly este un asteroid din centura principală de asteroizi.

## Descriere
27098 Bocarsly este un asteroid din centura principală de asteroizi. A fost descoperit pe 28 octombrie 1998 la Socorro, New Mexico, în cadrul proiectului LINEAR. Asteroidul prezintă o orbită caracterizată de o semiaxă mare de 2,44 ua, o excentricitate de 0,08 și o înclinație de 3,8° în raport cu ecliptica.